# Jacqueline de Proyart
Jacqueline de Proyart de Baillescourt, née le 30 mai 1927 à Paris, où elle est morte le 30 janvier 2019, était une universitaire française, spécialiste de la littérature slave.

## Biographie
Jacqueline de Proyart de Baillescourt, née Aymé de La Chevrelière, était la fille de Marie-Magdeleine Lannes de Montebello (1906-1976) et de Jacques Aymé, baron de La Chevrelière (1893-1953), d'une famille appartenant à la noblesse d'Empire. En juin 1951, elle obtint un diplôme en études slaves au Radcliffe College. En 1955, elle épouse Daniel de Proyart de Baillescourt. La famille de son mari, d'ancienne bourgeoisie française, appartient à la noblesse pontificale depuis 1897.
Dans le cadre de ses recherches, est envoyée en 1956 à Moscou par le Pr. André Mason pour approfondir sa connaissance de la langue russe. Alors qu'elle fréquente l'Université d'Etat de Moscou (MGU), elle explore la ville, se rendant peu à peu compte que l'âme russe, qui l'a séduite à Paris et qui est restée présente dans les milieux émigrés de la capitale française, pouvait toujours être rencontrée à Moscou, au-delà de l'idéologie soviétique, au sein de certains musées et institutions culturelles.
C'est dans ce cadre qu'elle rencontre et devient l'amie de Boris Pasternak, contribuant de façon décisive à la diffusion du Docteur Jivago. Détentrice du manuscrit que lui a confié Pasternak, elle sert notamment d'intermédiaire pour la publication du roman russe en français par Gallimard, et contribuant à sa traduction.
Membre du Cercle Saint-Jean-Baptiste, fondé en 1943 par Marie Leroy-Ladurie, elle participe à l'effervescence intellectuelle des milieux intellectuels chrétiens avant le Concile Vatican II, et restera toute sa vie une catholique engagée.
Professeur agrégée des Universités et docteur ès lettres, slaviste internationalement reconnue, ayant publié de nombreux ouvrages, Jacqueline de Proyart a aussi été administrateur des universités de Poitiers puis de Bordeaux. Engagée pour la promotion et l'étude de la littérature et de la culture russes, elle a enfin présidé de nombreuses années l’Association française des russisants.

## Œuvres
- La représentation de la mort dans l'œuvre littéraire de Tolstoï, 1956
- Le rayonnement actuel de Tolstoï en France, 1960
- Pobedonoscev et Dostoïevski. Une amitié littéraire, 1961
- Pasternak, Gallimard, 1964, 364 pages.
- Le Diable de Gogol est romantique ?,1973
- La nature et l'actualité de l'œuvre de Pasternak. Réflexions sur la structure du cycle Kogda razguljaetsja, 1979
- Études sur la littérature russe du moyen-âge à nos jours et sur l'histoire de la Russie sous le règne d'Alexandre III. De Gogol à Soljenitsyne (recueil d'essais 1956-1985), 1985
- La Bible esclave, 1989
- « Anton Tchékhov et l'évolution de l'esthétique théâtrale française pendant la première moitié du XXème siècle », in Anton P. Čechov : Work and Effect (collectif), 1990
- Boris Pasternak, Lettres à mes amies françaises. 1956-1960, introduction et notes de Jacqueline de Proyart, Gallimard, Paris, 1994.
- Boris Pasternak, Le Dossier de l’Affaire Pasternak. Archives du Comité Central et du Politburo, préface de Jacqueline de Proyart, Gallimard, 1994
- « Avvakum et la Bible », in Revue des études esclaves, vol 70, 1998, numéro 1, pp. 125-139.

## Distinctions
- Chevalier de l'ordre national du Mérite
- Chevalier de l'ordre des Palmes académiques